# Matlaluca
Matlaluca är en ort i Mexiko.   Den ligger i kommunen Huauchinango och delstaten Puebla, i den sydöstra delen av landet, 140 km nordost om huvudstaden Mexico City. Matlaluca ligger 1 685 meter över havet och antalet invånare är 167.
Terrängen runt Matlaluca är kuperad åt sydost, men åt nordväst är den bergig. Runt Matlaluca är det tätbefolkat, med 319 invånare per kvadratkilometer. Närmaste större samhälle är Huauchinango, 5,8 km söder om Matlaluca. I omgivningarna runt Matlaluca växer i huvudsak blandskog.